# Paolo Milano
Paolo Milano (Roma, 27 luglio 1904 – Roma, 2 aprile 1988) è stato un critico letterario e giornalista italiano.

## Biografia
È maggiormente conosciuto per essere stato il critico letterario del settimanale L'Espresso dalla fine degli anni cinquanta a metà degli anni Ottanta del Novecento. È stato critico letterario de L’Italia letteraria dal 1929, e dal 1932 al 1938 caporedattore della rivista Scenario, diretta da Silvio d’Amico. In seguito alle leggi razziali fasciste del 1938 emigrò dapprima a Parigi, quindi, nel 1940, negli Stati Uniti. Insieme alla moglie Rachel e al figlio André visse per quindici anni a New York, dove insegnò storia del teatro alla New School for Social Research, quindi lingue romanze e letteratura comparata al Queens College, collaborando in inglese a vari giornali e periodici. Negli anni cinquanta, insieme agli amici Nicola Chiaromonte, Dwight Macdonald, Niccolò Tucci, Mary McCarthy difese il dialogo tra intellettuali americani ed europei, al di fuori degli schieramenti imposti dalla guerra fredda. Nel 1957 rientrò in Italia e dal 1958 fino a metà degli anni Ottanta è stato critico letterario del settimanale L'Espresso.
Nel 1991 Adelphi ha pubblicato Note in margine a una vita assente, un'antologia dai diari degli anni 1947-1955, preparata dallo stesso Milano per un'eventuale pubblicazione, dedicata a Eugenio Colorni ed Enzo Sereni.  
Nel 1993, a cura di Laura Gonsalez, è stato pubblicato un racconto che Milano scrisse nel 1953 sviluppando la trama di una vicenda a lui riferita da Saul Bellow (che all'amico Paolo Milano aveva dedicato nel 1947 il suo secondo romanzo, La vittima (romanzo)).

## Opere
- Lessing, Formiggini, Roma, 1930
- The Portable Dante. Edited, and with an Introduction by Paolo Milano, Viking Press, New York 1947
- Henry James o il proscritto volontario, Mondadori, Milano, 1948
- Pavese's Experiments in the Novel,  prefazione a Cesare Pavese, The Moon & The Bonfires (ed. americana di La luna e i falò), Farrar Straus & Young, New York 1953
- Note in margine a una vita assente, a cura di Laura Gonsalez, Adelphi, Milano, 1991
- Racconto newyorchese, a cura di Laura Gonsalez, Sestante, Ripatransone 1993